# 六重奏曲 (プーランク)
『六重奏曲』（Sextuor pour piano - flute - Hautbois - Clarinette - Basson et cor ）FP100は、フランシス・プーランクが1932年に作曲し1937年に改訂した、ピアノと木管五重奏のための室内楽曲である。ジョルジュ・サール（Georges Salles ）に献呈された。

## プーランクの管楽器室内楽
評論家クロード・ロスタンが語るところによれば、プーランクは少なくとも室内楽に関しては弦楽器よりも管楽器の音色を好んでいた。すでに『2つのクラリネットのためのソナタ』（1918年）、『クラリネットとファゴットのためのソナタ』（1922年）、『ピアノ、オーボエとファゴットのための三重奏曲』（1926年）など、複数の管楽器とピアノのための作品を作曲していたが、この『六重奏曲』は編成、長さともに、このジャンルの集大成的な作品となった。プーランクは晩年になって再び管楽器のための室内楽を取り上げ、『フルートソナタ』（1956-57年）、『オーボエソナタ』・『クラリネットソナタ』（1962年）の、3曲の独奏管楽器とピアノのためのソナタを残した。

## 編成
ピアノ、フルート、オーボエ、クラリネット（B♭管）、ファゴット、ホルン

## 構成
以下の3つの楽章から成る。演奏時間は3楽章合計で約20分（スコアの表記による）。
第1楽章  アレグロ・ヴィヴァーチェ（Allegro Vivace ）
急－緩－急の三部形式で、5小節の序奏と29小節のコーダを持つ。約7分30秒。
四分音符=138の急速なテンポの序奏部はわずか5小節であるが、荒々しく緊張感に満ちている。曲は、低音から一気に約3オクターブをかけあがる  ff のイ短調の音階によって開始される。3～4小節にかけて木管楽器のユニゾンで演奏されるモチーフは中間部の旋律へと発展するもので、この楽章のところどころや、第3楽章の終結部にも登場し、曲全体に統一感を与えている。ホルンの ff のグリッサンドが序奏を締めくくる。
主部は序奏と同じテンポで基本的に2/4拍子。主部の主題はアクセントのついたオクターブ跳躍の動機とスラーのついた半音で動く動機を特徴としており、常に ff で演奏される。この主題はロンドのようにエピソードをはさんで4回登場する。ファゴットのモノローグの後、テンポを落として中間部に入る。
中間部は主部の2倍のテンポで演奏されるが、「（テンポを）引きずることなく」の指定がある。4/4拍子。ピアノが序奏の動機から変容したロマンチックな旋律を演奏し、管楽器が引き継いでいく。
主部がエピソードを短縮して再現され、わずかな休止をはさんで4/4拍子のコーダに入る。情熱的でリズミカルが音楽が続くが、最期はイ長調で明るく終わる。
第2楽章  ディヴェルスマン（Divertissement ）
緩－急－緩の三部形式。約5分30秒。
アンダンティーノ（四分音符＝60）、変ニ長調でオーボエが「とても優しく、感情をこめて」と書かれた p の美しい主題を奏でる。中間部は半分のテンポとなり、明るく快活な音楽となる。冒頭の主題が変イ長調で再現されるが、最後は  pp 　の変イ短調の和音で神秘的に終わる。
第3楽章  フィナーレ（Finale ）
プレスティッシモ（二分音符＝116）の主部とレント（四分音符＝60）のコーダから成る。約7分。
主部は自由な形式で、快活でリズミカルな主題や、抒情的な主題など、複数の性格の異なる主題がロンドのように現れる。やがてゆったりとしたコーダに入り、第1楽章の序奏や中間部で現れた主題が pp で回想される。最後に急速にクレッシェンドし、 fff  となり、ハ長調の長七の和音で曲を締めくくる。